# Šuljam
Šuljam (v srbské cyrilici Шуљам) je vesnice v Srbsku, administrativně součást města Sremska Mitrovica. Rozkládá se severovýchodně od města, v podhůří pohoří Frušky Gory. V roce 2011 zde bylo při sčítání lidu evidováno 630 obyvatel, drtivá většina z nich je srbské národnosti.
Dominantnou obce je barokní kostel svatého Mikuláše. Ten byl postaven v polovině 18. století. První zmínka o obci pochází z roku 1576, v roce 1734 zde stálo již čtyřicet domů.